# Uroconger syringinus
Uroconger syringinus är en fiskart som beskrevs av Ginsburg, 1954. Uroconger syringinus ingår i släktet Uroconger och familjen havsålar. Inga underarter finns listade i Catalogue of Life.